# Boudy
Pour l’article homonyme, voir Boudy (homonymie).
Boudy (en allemand : Buda) est une commune du district de Písek, dans la région de Bohême-du-Sud, en République tchèque. Sa population s'élevait à 193 habitants en 2020.

## Géographie
Boudy se trouve à 19 km au nord-nord-ouest de Písek et à 76 km au sud-sud-ouest de Prague.
La commune est limitée par Rakovice au nord et à l'est, par Mirotice au sud et au sud-ouest, et par Myštice au nord-ouest.

## Histoire
La première mention écrite de la localité date de 1649.

## Transports
Par la route, Boudy se trouve à 17,5 km de Blatná, à 22 km de Písek, à 72 km de Ceské Budejovice et à 127 km de Prague.